# Août 1973

## Évènements
- 1er août : fondation de la Communauté et Marché Commun des Caraïbes (Caricom).
- 5 août :
  - Formule 1 : Grand Prix automobile d'Allemagne.
  - Rallye automobile : arrivée du Rallye de Finlande.
- 8 août : enlèvement de Kim Dae-jung par la KCIA, les services secrets sud-coréens du dictateur Park Chung-hee. Kim Dae-jung est sauvé in extremis d'une tentative d'assassinat du KCIA grâce à l'intervention, de sa propre initiative, de l'ambassadeur américain Philip Habib.
- 14 août : 
  - France : évacuation par la police de l'usine Lip de Besançon.
  - une nouvelle Constitution entre en vigueur au Pakistan sous l'impulsion d'Ali Bhutto, qui donne sa forme parlementaire au régime politique actuel.
- 15 août : fin des bombardements américains au Cambodge, marquant officiellement la fin de 12 ans d'affrontements armés dans le sud-est asiatique.
- 19 août (Formule 1) : Grand Prix automobile d'Autriche.
- 25 août : 
  - nouvelle constitution en Zambie (parti unique, pouvoir présidentiel fort).
  - le meurtre d'un chauffeur de bus par une personne déséquilibrée algérienne à Marseille déclenche une vague de meurtres racistes.
- 25 et 26 août : rassemblement à La Cavalerie de 80 000 personnes par les Paysans-travailleurs contre l'extension du camp militaire du Larzac.
- 28 août (Portugal) : création du mouvement des capitaines (Movimento dos Capitães)[1].

## Naissances
- 3 août : Pilar Llop, femme politique espagnole.
- 6 août : Vera Farmiga, actrice américaine.
- 8 août :
  - Isabelle Despres, kayakiste française.
  - Laurent Sciarra, joueur puis entraîneur français de basket-ball.
  - Scott Stapp, musicien, chanteur et compositeur américain (Creed).
- 9 août : Kevin McKidd, acteur écossais.
- 10 août : Roman Golovtchenko, premier ministre biélorusse.
- 11 août : Jérôme Morin, auteur, naturaliste, ornithologue et photographe animalier.
- 14 août : Jay-Jay Okocha, footballeur nigérian
- 15 août : Juan Manuel Gil Navarro, acteur argentin
- 17 août : Mickaël Pagis, joueur de football professionnel.
- 19 août : 
  - Daniel Bravo, également dit Danielito, musicien franco-chilien. Membre du groupe Tryo.
  - Lilian García, annonceuse de ring et diva américaine travaillant a la WWE.
- 21 août : Sergey Brin, entrepreneur américain d'origine russe.
- 22 août :
  - Howie Dorough, chanteur américain.
  - Laurent Lafitte, acteur et humoriste français.
- 25 août : Fatih Akin, réalisateur allemand.
- 29 août : Víctor Puerto (Víctor Sánchez Cerdá), matador espagnol.

## Décès
- 6 août : Fulgencio Batista, dictateur cubain (° 1901).
- 16 août : Selman Waksman, microbiologiste américain.
- 18 août : François Bonlieu, skieur.
- 31 août : John Ford, réalisateur de cinéma américain (° 1895).